# 광산공학

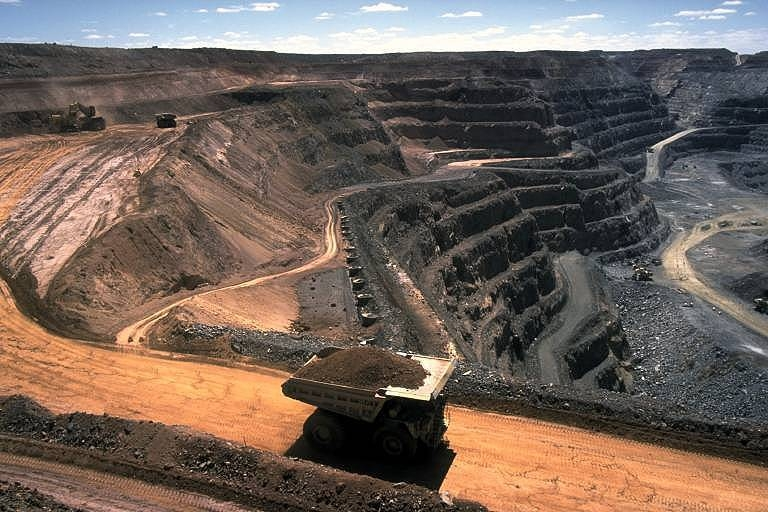
전경에 운반 트럭이 있는 표면 금광

광산 공학(鑛山工學)은 채광은 지하, 노천광, 지상 또는 지상에서의 광물을 추출에 대해 연구하는 학문 분야이다. 광물 가공, 탐사, 굴착, 지질학 및 야금, 지질 공학 및 측량 과 같은 다른 많은 분야와 관련이 있다. 광업 엔지니어는 타당성 조사, 광산 설계, 계획 개발, 생산 및 운영, 광산 폐쇄 에 이르기까지 광물 자원의 탐사 및 발견에서 광산 운영의 모든 단계를 관리한다.
광물 추출 과정에서 일정량의 폐기물 과 비경제적인 물질이 생성되며, 이는 광산 주변의 주요 오염원이다. 채광 활동은 본질적으로 광물이 있는 곳과 그 주변의 자연 환경에 교란을 일으킨다. 따라서 채광 엔지니어는 광물 상품의 생산 및 가공뿐만 아니라 채광 지역의 변화로 인한 채광 중 및 채광 후 환경 피해 완화에도 관심을 기울여야 한다. 이러한 산업은 환경 오염 및 피해를 통제하기 위해 엄격한 법률을 따르며 정기적으로 관련 부서에서 관리한다.